# Campionati del mondo di atletica leggera 2013 - 200 metri piani maschili
La gara dei 200 metri piani maschili si è svolta tra venerdì 16 agosto e sabato 17 agosto 2013.

## Podio
| Pos.    | Atleta          | Nazionalità | Tempo |
| ------- | --------------- | ----------- | ----- |
| Oro     | Usain Bolt      | Giamaica    | 19"66 |
| Argento | Warren Weir     | Giamaica    | 19"79 |
| Bronzo  | Curtis Mitchell | Stati Uniti | 20"04 |

## Situazione pre-gara

### Record
Prima di questa competizione, il record del mondo (WR) e il record dei campionati (CR) erano i seguenti.
| Record                | Prestazione | Atleta              | Data                             | Competizione              |
| --------------------- | ----------- | ------------------- | -------------------------------- | ------------------------- |
| Record mondiale       | 19"19       | Usain Bolt Giamaica | 20 agosto 2009 Berlino, Germania | Campionati del mondo 2009 |
| Record dei campionati | 19"19       | Usain Bolt Giamaica | 20 agosto 2009 Berlino, Germania | Campionati del mondo 2009 |

### Campioni in carica
I campioni in carica, a livello mondiale e olimpico, erano:
| Campione | Atleta              | Prestazione | Data                                  | Competizione               |
| -------- | ------------------- | ----------- | ------------------------------------- | -------------------------- |
| Olimpico | Usain Bolt Giamaica | 19"32       | 9 agosto 2012 Londra, Regno Unito     | Giochi della XXX Olimpiade |
| Mondiale | Usain Bolt Giamaica | 19"40       | 3 settembre 2011 Taegu, Corea del Sud | Campionati del mondo 2011  |

### La stagione
Prima di questa gara, gli atleti con le migliori tre prestazioni dell'anno erano:
| Pos. | Atleta                | Prestazione | Data                                             |
| ---- | --------------------- | ----------- | ------------------------------------------------ |
| 1    | Usain Bolt Giamaica   | 19"73       | 6 luglio 2013 Parigi, Francia                    |
| 2    | Tyson Gay Stati Uniti | 19"74       | 23 giugno 2013 Des Moines, Stati Uniti d'America |
| 3    | Warren Weir Giamaica  | 19"79       | 23 giugno 2013 Kingston, Giamaica                |

## Risultati
| LEGENDA: | NR | Record Nazionale | PB | Primato personale | SB | Primato stagionale |

### Batterie
Qualificazione: i primi tre di ogni serie (Q) e i tre tempi migliori tra gli esclusi (q) si qualificano alle semifinali.
| Pos. | Batteria | Corsia | Nome                        | Nazionalità               | Tempo | Note  |
| ---- | -------- | ------ | --------------------------- | ------------------------- | ----- | ----- |
| 1    | 2        | 7      | Anaso Jobodwana             | Sudafrica                 | 20.17 | Q     |
| 1    | 6        | 7      | Adam Gemili                 | Gran Bretagna             | 20.17 | Q, PB |
| 3    | 3        | 6      | Warren Weir                 | Giamaica                  | 20.34 | Q     |
| 4    | 2        | 3      | Churandy Martina            | Paesi Bassi               | 20.37 | Q     |
| 4    | 1        | 2      | Curtis Mitchell             | Stati Uniti               | 20.37 | Q     |
| 6    | 1        | 7      | Jaysuma Saidy Ndure         | Norvegia                  | 20.44 | Q     |
| 7    | 4        | 8      | Alonso Edward               | Panama                    | 20.45 | Q     |
| 8    | 2        | 8      | Mosito Lehata               | Lesotho                   | 20.46 | Q     |
| 9    | 2        | 6      | Álex Quiñónez               | Ecuador                   | 20.47 | q     |
| 9    | 3        | 4      | Bruno Hortelano             | Spagna                    | 20.47 | Q, NR |
| 11   | 3        | 3      | Jimmy Vicaut                | Francia                   | 20.50 | Q     |
| 12   | 1        | 5      | Serhiy Smelyk               | Ucraina                   | 20.52 | Q, PB |
| 13   | 4        | 5      | Nickel Ashmeade             | Giamaica                  | 20.54 | Q     |
| 14   | 1        | 6      | Lykourgos-Stefanos Tsakonas | Grecia                    | 20.55 | q     |
| 14   | 5        | 7      | James Ellington             | Gran Bretagna             | 20.55 | Q     |
| 16   | 4        | 7      | Antoine Adams               | Saint Kitts e Nevis       | 20.56 | Q     |
| 17   | 5        | 2      | Jason Livermore             | Giamaica                  | 20.59 | Q     |
| 17   | 5        | 4      | Wallace Spearmon            | Stati Uniti               | 20.59 | Q     |
| 19   | 5        | 6      | Karol Zalewski              | Polonia                   | 20.60 | q     |
| 19   | 3        | 7      | Bruno de Barros             | Brasile                   | 20.60 |       |
| 21   | 7        | 6      | Usain Bolt                  | Giamaica                  | 20.66 | Q     |
| 22   | 2        | 4      | Tremaine Harris             | Canada                    | 20.68 |       |
| 23   | 6        | 6      | Isiah Young                 | Stati Uniti               | 20.70 | Q     |
| 24   | 6        | 3      | Shōta Iizuka                | Giappone                  | 20.71 | Q     |
| 25   | 7        | 4      | Delano Williams             | Gran Bretagna             | 20.72 | Q     |
| 26   | 4        | 4      | Aldemir da Silva Junior     | Brasile                   | 20.73 |       |
| 27   | 5        | 5      | Xie Zhenye                  | Cina                      | 20.74 |       |
| 28   | 1        | 4      | Isaac Makwala               | Botswana                  | 20.84 |       |
| 29   | 7        | 7      | Lalonde Gordon              | Trinidad e Tobago         | 20.85 | Q     |
| 30   | 6        | 5      | Winston George              | Guyana                    | 20.88 |       |
| 30   | 6        | 4      | Sergio Ruiz                 | Spagna                    | 20.88 |       |
| 32   | 1        | 8      | Kyle Greaux                 | Trinidad e Tobago         | 20.89 |       |
| 33   | 3        | 2      | Kei Takase                  | Giappone                  | 20.96 |       |
| 34   | 4        | 3      | Nil de Oliveira             | Svezia                    | 20.97 |       |
| 34   | 7        | 3      | Yuichi Kobayashi            | Giappone                  | 20.97 |       |
| 36   | 5        | 8      | Rolando Palacios            | Honduras                  | 21.02 | SB    |
| 37   | 7        | 2      | Alex Wilson                 | Svizzera                  | 21.11 |       |
| 38   | 5        | 3      | Luguelín Santos             | Rep. Dominicana           | 21.13 |       |
| 38   | 6        | 2      | Enrico Demonte              | Italia                    | 21.13 |       |
| 40   | 2        | 5      | Ratu Banuve Tabakaucoro     | Figi                      | 21.27 |       |
| 41   | 1        | 3      | Hitjivirue Kaanjuka         | Namibia                   | 21.33 |       |
| 42   | 7        | 5      | Jan Žumer                   | Slovenia                  | 21.35 |       |
| 43   | 3        | 1      | Lestrod Roland              | Saint Kitts e Nevis       | 21.37 |       |
| 44   | 7        | 1      | Jamial Rolle                | Bahamas                   | 21.40 |       |
| 45   | 2        | 1      | Joshua Ross                 | Australia                 | 21.45 |       |
| 46   | 4        | 1      | Aleksandr Khyutte           | Russia                    | 21.46 |       |
| 47   | 4        | 2      | Yendountien Tiebekabe       | Togo                      | 21.85 |       |
| 48   | 2        | 2      | Ali Liaquat                 | Pakistan                  | 21.90 |       |
| 49   | 1        | 1      | Neddy Marie                 | Seychelles                | 21.98 | SB    |
| 49   | 5        | 1      | Courtney Carl Williams      | Saint Vincent e Grenadine | 21.98 |       |
| 51   | 3        | 5      | Mitchel Davis               | Dominica                  | 21.99 | SB    |
| 52   | 7        | 8      | Didier Kiki                 | Benin                     | 22.01 | PB    |
| 53   | 6        | 8      | Ayman Mohamed Ahmed Said    | Egitto                    | 22.27 |       |
| 54   | 3        | 8      | Bernardo Baloyes            | Colombia                  | 22.37 |       |
| 55   | 6        | 1      | Jerai Torres                | Gibilterra                | 22.98 |       |
|      | 4        | 6      | Hua Wilfried Koffi          | Costa d'Avorio            | DNS   |       |

### Semifinale
Qualificazione: i primi due di ogni serie (Q) e i due tempi migliori tra gli esclusi (q) si qualificano alla finale.
| Pos. | Batteria | Corsia | Nome                        | Nazionalità         | Tempo | Note  |
| ---- | -------- | ------ | --------------------------- | ------------------- | ----- | ----- |
| 1    | 1        | 5      | Curtis Mitchell             | Stati Uniti         | 19.97 | Q, PB |
| 2    | 3        | 6      | Adam Gemili                 | Gran Bretagna       | 19.98 | Q, PB |
| 3    | 3        | 4      | Nickel Ashmeade             | Giamaica            | 20.00 | Q, SB |
| 4    | 2        | 4      | Usain Bolt                  | Giamaica            | 20.12 | Q     |
| 5    | 2        | 3      | Anaso Jobodwana             | Sudafrica           | 20.13 | Q, PB |
| 6    | 3        | 5      | Churandy Martina            | Paesi Bassi         | 20.13 | q     |
| 7    | 1        | 3      | Warren Weir                 | Giamaica            | 20.20 | Q     |
| 8    | 1        | 4      | Jaysuma Saidy Ndure         | Norvegia            | 20.33 | q, SB |
| 9    | 2        | 8      | Isiah Young                 | Stati Uniti         | 20.36 |       |
| 10   | 3        | 7      | Serhiy Smelyk               | Ucraina             | 20.42 | PB    |
| 11   | 2        | 6      | James Ellington             | Gran Bretagna       | 20.44 |       |
| 12   | 2        | 5      | Jason Livermore             | Giamaica            | 20.46 |       |
| 13   | 2        | 7      | Antoine Adams               | Saint Kitts e Nevis | 20.47 |       |
| 14   | 1        | 7      | Jimmy Vicaut                | Francia             | 20.51 |       |
| 15   | 1        | 1      | Álex Quiñónez               | Ecuador             | 20.55 |       |
| 16   | 1        | 6      | Bruno Hortelano             | Spagna              | 20.55 |       |
| 17   | 3        | 2      | Lykourgos-Stefanos Tsakonas | Grecia              | 20.56 |       |
| 18   | 1        | 8      | Delano Williams             | Gran Bretagna       | 20.61 |       |
| 19   | 2        | 1      | Shōta Iizuka                | Giappone            | 20.61 |       |
| 20   | 2        | 2      | Karol Zalewski              | Polonia             | 20.66 |       |
| 21   | 3        | 1      | Wallace Spearmon            | Stati Uniti         | 20.66 |       |
| 22   | 3        | 3      | Alonso Edward               | Panama              | 20.67 |       |
| 23   | 3        | 8      | Mosito Lehata               | Lesotho             | 20.68 |       |
| 24   | 1        | 2      | Lalonde Gordon              | Trinidad e Tobago   | 21.14 |       |

### Finale
| Pos. | Corsia | Nome                | Nazionalità   | Tempo | Note                                    |
| ---- | ------ | ------------------- | ------------- | ----- | --------------------------------------- |
|      | 4      | Usain Bolt          | Giamaica      | 19"66 | Miglior prestazione mondiale stagionale |
|      | 8      | Warren Weir         | Giamaica      | 19"79 | Miglior prestazione personale           |
|      | 3      | Curtis Mitchell     | Stati Uniti   | 20"04 |                                         |
| 4    | 6      | Nickel Ashmeade     | Giamaica      | 20"05 |                                         |
| 5    | 5      | Adam Gemili         | Gran Bretagna | 20"08 |                                         |
| 6    | 7      | Anaso Jobodwana     | Sudafrica     | 20"14 |                                         |
| 7    | 1      | Churandy Martina    | Paesi Bassi   | 20"35 |                                         |
| 8    | 2      | Jaysuma Saidy Ndure | Norvegia      | 20"37 |                                         |